# 1987 RB1
1987 RB1 är en asteroid i huvudbältet som upptäcktes den 13 september 1987 av den belgiske astronomen Henri Debehogne vid La Silla-observatoriet.
Den har en diameter på ungefär 9 kilometer och den tillhör asteroidgruppen Themis.